# تیبور تاکاچ
تیبور تاکاچ (مجاری: Tibor Takács؛ زادهٔ ۱۱ سپتامبر ۱۹۵۴) یک کارگردان، تهیه‌کننده و نویسنده مجارستانی-کانادایی است. وی از سال ۱۹۷۸ میلادی تاکنون مشغول فعالیت بوده‌است.
از فیلم‌ها یا مجموعه‌های تلویزیونی که وی در آن‌ها نقش داشته است، می‌توان به دفترچه خاطرات کفش قرمز و سیاه‌چاله اشاره نمود.